# 121608 Mikemoreau
121608 Mikemoreau este o planetă minoră (asteroid), cu un diametru de 6,115 km, din centura de asteroizi. A fost descoperită pe 11 noiembrie 1999 la Catalina Station⁠(d) de Catalina Sky Survey. 
Obiectul prezintă o orbită caracterizată de o semiaxă mare de 3,1407244540936 UAi, o excentricitate de 0,24, o înclinație de 4,5 ° în raport cu ecliptica.